# Ponedjeljak ili utorak (1966.)
Ponedjeljak ili utorak, hrvatski dugometražni film iz 1966. godine.

## Vanjske poveznice
- Ponedjeljak ili utorak u internetskoj bazi filmova IMDb-a